# Shahmaran
 (mai 2025).
Si vous disposez d'ouvrages ou d'articles de référence ou si vous connaissez des sites web de qualité traitant du thème abordé ici, merci de compléter l'article en donnant les références utiles à sa vérifiabilité et en les liant à la section « Notes et références ».
 (janvier 2016).
Shahmaran (Şahmaran) est le troisième ouvrage de l'écrivain kurde Abdusamet Yigit, publié en 2011. Le livre traite du mythe de Shahmeran. Récemment, le livre est appelé Central Boe dans la culture kurde.